# ماريا بيتراتشيني
ماريا ماغدالينا بيتراتشيني (بيتراشيني أو بيتروشيني) فيريتي (بالانجليزية: Maria Magdalena Petrocini Ferretti)، عالمة إيطالية وطبيبة وأستاذة جامعية في علم التشريح. ولدت في فلورنسا، توسكانا في عام 1759 وتوفيت في بانياكافالو، رافينا في عام 1791.

## سيرتها الذاتية وحياتها الخاصة
ولدت بيتراتشيني لعائلة تعمل بالتجارة في توسكانا. تزوجت من الطبيب الإيطالي وأستاذ التشريح فرانشيسكو فيريتي. أصبحت مهتمة بالجراحة بفضله إذ كان رئيس مستشفى بانياكافالو. بعد ذلك، تلقت بيتراتشيني تدريباتها في الجراحة على يد زوجها، الذي علمها إجراء عمليات جراحية على الجثث. تميزت بأسلوبها الدقيق لدرجة أنها كانت محط أنظار وحسد حتى من هم أعلى مكانة منها. كانت بارعة في عملها لدرجة أنه في سبتمبر من عام 1788 اعتبرها المجلس الطبي في فلورنسا جديرة بمقعد خاص في جامعتهم في وقت لم تحظى به النساء بأي فرصة لممارسة مهنة الطب.
في 13 سبتمبر من عام 1788 أصبحت طالبة طب في جامعة فلورنسا. ومن هنا، تابعت دروس الأساتذة مثل، لورنزو وأنجيلو نانوني، اللذان علماها أيضًا طب التوليد.
بعد ذلك، انتقلت بيتراتشيني وزوجها إلى فرارة، حيث واصلت تدريبها في المستشفى الجامعي. «بحضور أساتذة الإنسانية، قدمت مقالات عامة عن المعرفة التشريحية العميقة من خلال العمليات الجراحية على الجثث».
تخرجت من جامعة فرارة، وأصبحت عضوًا في مجلس إدارة الجامعة. قدمت عرضًا توضيحيًا ومحاضرة عن التشريح أمام مجلس أساتذة الطب.

## عملها في الطب
اشتُهرت ماريا بيتراتشيني بنشاطها كأستاذة في علم التشريح في جامعة فرارة. كانت ابنتها، زافيرا فيريتي، معروفة أيضًا كمعلمة في نفس الجامعة وفي نفس المجال. عُرفت جامعتي سلرنو وبولونيا بأنهما مركزين لتعليم الطب في إيطاليا ومعروفين بكونهما من أفضل المراكز التي تنشط فيها معظم أخصائيات التشريح والأطباء. تشير وظائف بيتراتشيني وابنتها إلى أن جامعة فرارة قد شجعت النساء أيضًا، الطالبات منهن والمعلمات، ودعمتهن.
يبدو أن ابنة ماريا، زافيرا فيريتي، قد ورثت مواهب والدتها، لأنها درست الجراحة في جامعة بولونيا، وهناك حصلت أيضًا على شهادة الطب في مايو عام 1800. حصلت على تعيين وظيفي في ظل الحكومة الإيطالية وعاشت لبعض الوقت في أنكونا كمديرة قسم القابلات في جميع أنحاء البلاد.